# Johnny Wakelin
Johnny Wakelin (Brighton, 1939) is een Brits zanger.

## Levensloop en carrière
Wakelin werd geboren in 1939 in Brighton, Sussex. In het plaatselijke zangcircuit werd hij ontdekt door Robin Blanchflower, die Carl Douglas zijn carrière gelanceerd had.
In 1974 kreeg Wakelin het idee om een song te schrijven over een legendarische bokswedstrijd, The Rumble in the Jungle, tussen Muhammad Ali en George Foreman die zou plaatsvinden op 30 oktober 1974 in Zaïre. Het nummer Black Superman werd evenwel geen succes. De opvolger van dit nummer, genaamd In Zaire, werd echter een wereldwijd succes. Hierna had Wakelin ook nog een hitje met Africa Man.

## Discografie
| Single met hitnotering(en) in de Vlaamse Ultratop 50 | Datum van verschijnen | Datum van binnenkomst | Hoogste positie | Aantal weken | Opmerkingen          |
| ---------------------------------------------------- | --------------------- | --------------------- | --------------- | ------------ | -------------------- |
| In Zaire                                             | 1976                  | 11-09-1976            | 2               | 13           | in de Radio 2 Top 30 |
| Africa Man                                           | 1976                  | 27-11-1976            | 24              | 1            | in de Radio 2 Top 30 |

- Gemeinsame Normdatei: 134549465
- International Standard Name Identifier: 0000 0000 5548 0946
- Library of Congress Control Number: no98049142
- MusicBrainz: fa5c2968-f17c-4843-b1e4-da10439c9c00
- Virtual International Authority File: 53764566
- WorldCat: E39PBJh8PX8TFHbqT9BwT8MHG3